# Éléphant du désert
 (janvier 2022).
La mise en forme du texte ne suit pas les recommandations de Wikipédia : il faut le « wikifier ».
Les points d'amélioration suivants sont les cas les plus fréquents. Le détail des points à revoir est peut-être précisé sur la page de discussion.
- Les titres sont pré-formatés par le logiciel. Ils ne sont ni en capitales, ni en gras.
- Le texte ne doit pas être écrit en capitales (les noms de famille non plus), ni en gras, ni en italique, ni en « petit »…
- Le gras n'est utilisé que pour surligner le titre de l'article dans l'introduction, une seule fois.
- L'italique est rarement utilisé : mots en langue étrangère, titres d'œuvres, noms de bateaux, etc.
- Les citations ne sont pas en italique mais en corps de texte normal. Elles sont entourées par des guillemets français : « et ».
- Les listes à puces sont à éviter, des paragraphes rédigés étant largement préférés. Les tableaux sont à réserver à la présentation de données structurées (résultats, etc.).
- Les appels de note de bas de page (petits chiffres en exposant, introduits par l'outil «  Source ») sont à placer entre la fin de phrase et le point final[comme ça].
- Les liens internes (vers d'autres articles de Wikipédia) sont à choisir avec parcimonie. Créez des liens vers des articles approfondissant le sujet. Les termes génériques sans rapport avec le sujet sont à éviter, ainsi que les répétitions de liens vers un même terme.
- Les liens externes sont à placer uniquement dans une section « Liens externes », à la fin de l'article. Ces liens sont à choisir avec parcimonie suivant les règles définies. Si un lien sert de source à l'article, son insertion dans le texte est à faire par les notes de bas de page.
- La présentation des références doit suivre les conventions bibliographiques. Il est recommandé d'utiliser les modèles {{Ouvrage}}, {{Chapitre}}, {{Article}}, {{Lien web}} et/ou {{Bibliographie}}. Le mode d'édition visuel peut mettre en forme automatiquement les références.
- Insérer une infobox (cadre d'informations à droite) n'est pas obligatoire pour parachever la mise en page.

Pour une aide détaillée, merci de consulter Aide:Wikification.
Si vous pensez que ces points ont été résolus, vous pouvez retirer ce bandeau et améliorer la mise en forme d'un autre article.
Les éléphants du désert ou les éléphants adaptés au désert ne sont pas une espèce distincte d'éléphants, mais sont des éléphants de brousse africains (Loxodonta africana) qui ont élu domicile dans les déserts du Namib et du Sahara en Afrique. À une certaine époque, ils étaient classés comme une sous-espèce de l'éléphant de brousse africain, mais ce n'est plus le cas. Les éléphants du désert étaient autrefois plus répandus en Afrique qu'ils ne le sont maintenant et ne se trouvent actuellement qu'en Namibie et au Mali. Ils ont tendance à migrer d'un point d'eau à un autre en suivant des itinéraires traditionnels qui dépendent de la disponibilité saisonnière de nourriture et d'eau. Ils subissent la pression du braconnage et des changements d'utilisation des terres par les humains.

## Caractéristiques
L'éléphant du désert est légèrement plus grand que l'éléphant de la savane. Les mâles mesurent entre 6 et 8 mètres de long, de 3 à 4,5 mètres au garrot et pèsent de 6 à 8,5 tonnes, tandis que les femelles mesurent de 5 à 6 mètres de long, de 2,5 et 3,5 mètres au garrot et pèsent entre 3 et 4,75 tonnes.
Les éléphants du désert ont des jambes plus longues que les autres éléphants. Les scientifiques supposent que c'est pour marcher plus vite car ils doivent parcourir des distances plus longues pour trouver de l'eau.
Les éléphants du désert sont des mammifères assez rapides pour leur poids car il peuvent atteindre une vitesse de 40 km/h sur de courtes distances.

## Namibie

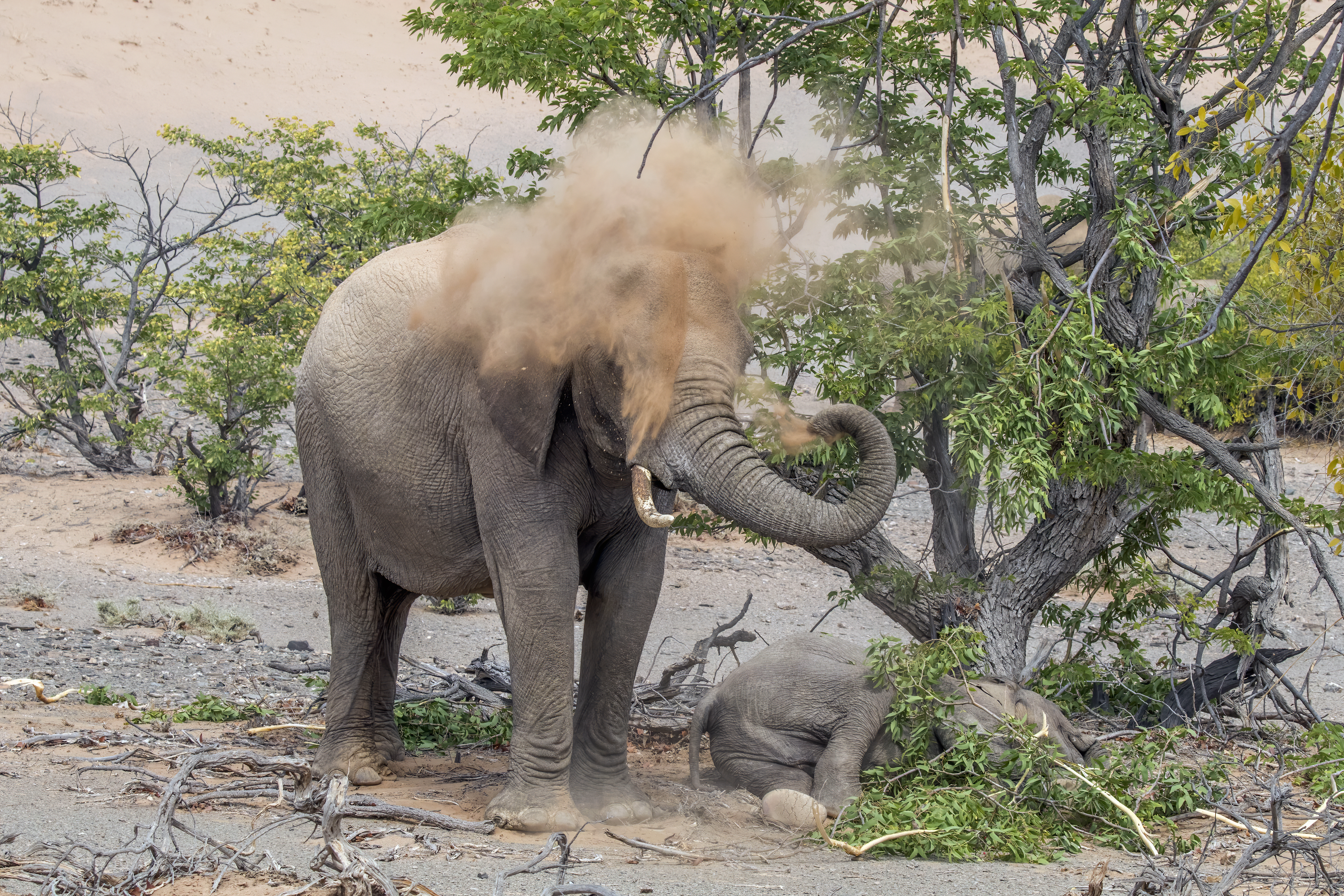
Femelle pulvérisant du sable pour rester au frais tout en montant la garde sur son petit, Damaraland, Namibie

La région de Kunene, au nord-ouest de la Namibie, est une zone composée principalement de désert de sable, de montagnes rocheuses et de plaines pierreuses qui couvre environ 115 154 km2. Les éléphants ont traditionnellement vécu dans cette région et au début du XXe siècle, il y en avait environ 3 000 dans la région de Kunene. Dans les années 1980, leur nombre avait considérablement diminué, mais depuis lors, des mesures de conservation ont été mises en place et en 2013, le nombre d'éléphants était passé à environ 600. En 1995–1996, il y a eu de bonnes pluies en Namibie et les éléphants ont étendu leur aire de répartition vers le sud jusqu'à la rivière Ugab.
Les éléphants du désert étaient absents de la région sud de Kunene pendant la guerre d'indépendance. Ils se sont déplacés vers le nord pour des raisons de sécurité, retournant à la rivière Ugab au milieu des années 1990, date à laquelle de nombreux peuples autochtones s'étaient installés dans la région après l'indépendance de la Namibie. Beaucoup de ces nouveaux résidents n'avaient aucune expérience de la vie avec des éléphants sauvages.
Dans la région de la rivière Hoanib, les éléphants mâles ont des défenses, mais environ un tiers des éléphantes femelles sont sans défenses. Les éléphants mâles adultes du désert sont généralement solitaires et errent sur de vastes zones. L'un a été enregistré comme voyageant entre le parc national de Skeleton Coast et le parc national d'Etosha en quelques mois. D'autres mâles se sont parfois déplacés dans la région depuis des régions mieux arrosées à l'est. Les groupes familiaux dans lesquels la plupart des éléphants du désert se déplacent sont petits et se composent généralement d'une femelle éléphant et de sa progéniture ou de deux sœurs et de leurs petits à charge. Ils ont tendance à rester près des rivières éphémères où il y a une plus grande disponibilité de nourriture. Certains groupes résident dans la vallée de la rivière Hoarusib et un seul groupe reste en permanence près de la rivière Hoanib tandis que d'autres groupes se déplacent entre les deux, sur une distance d'environ 70 kilomètres (43,5 mi). Ils font généralement le trek en une seule nuit, lorsque la température est plus fraîche que le jour. À certaines périodes de l'année, ils se déplacent vers l'intérieur des terres le long de sentiers traditionnels étroits vers les zones de montagne à la recherche de buissons de myrrhe (Commiphora spp.) qui semblent être une denrée alimentaire préférée.

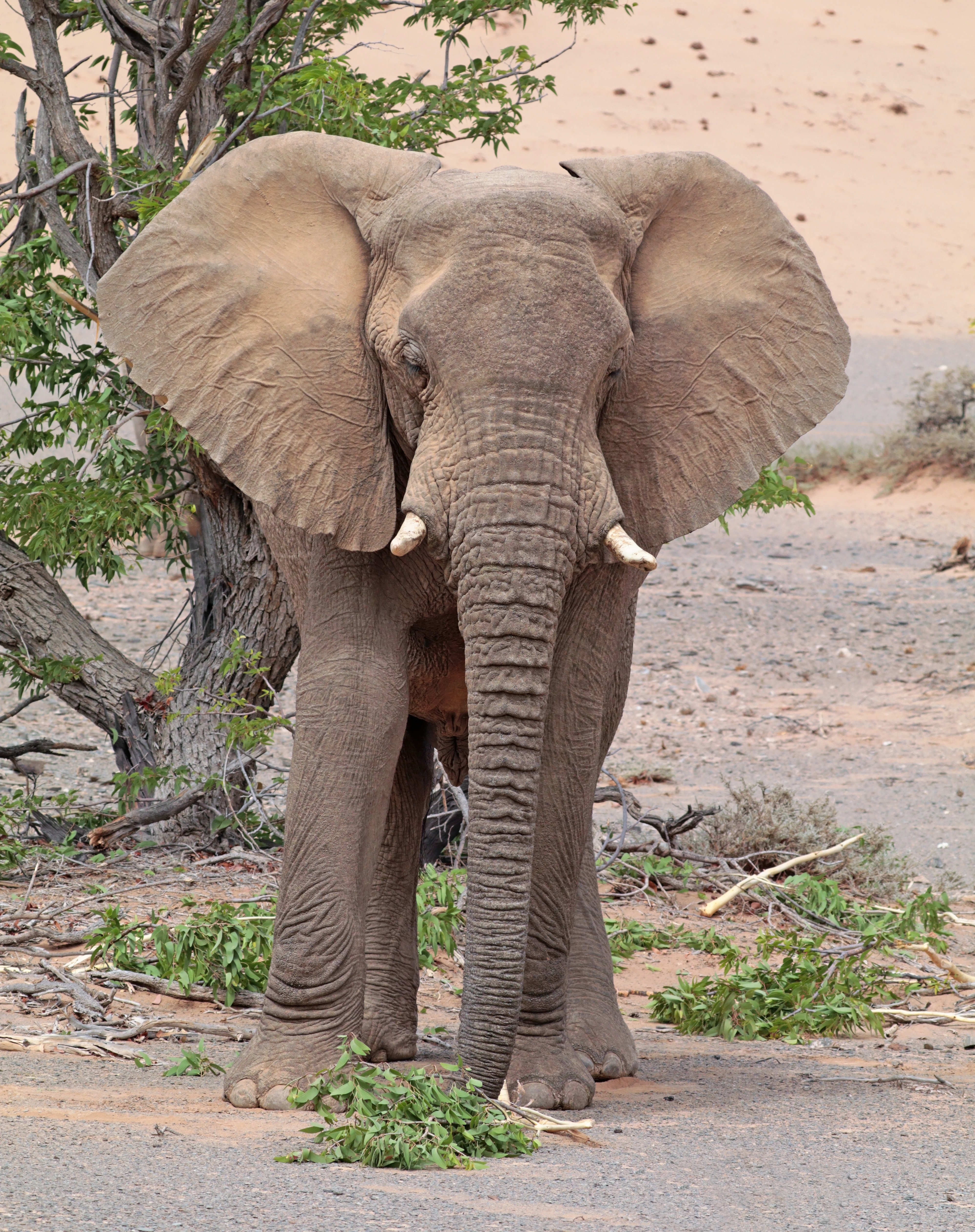
Mâle.
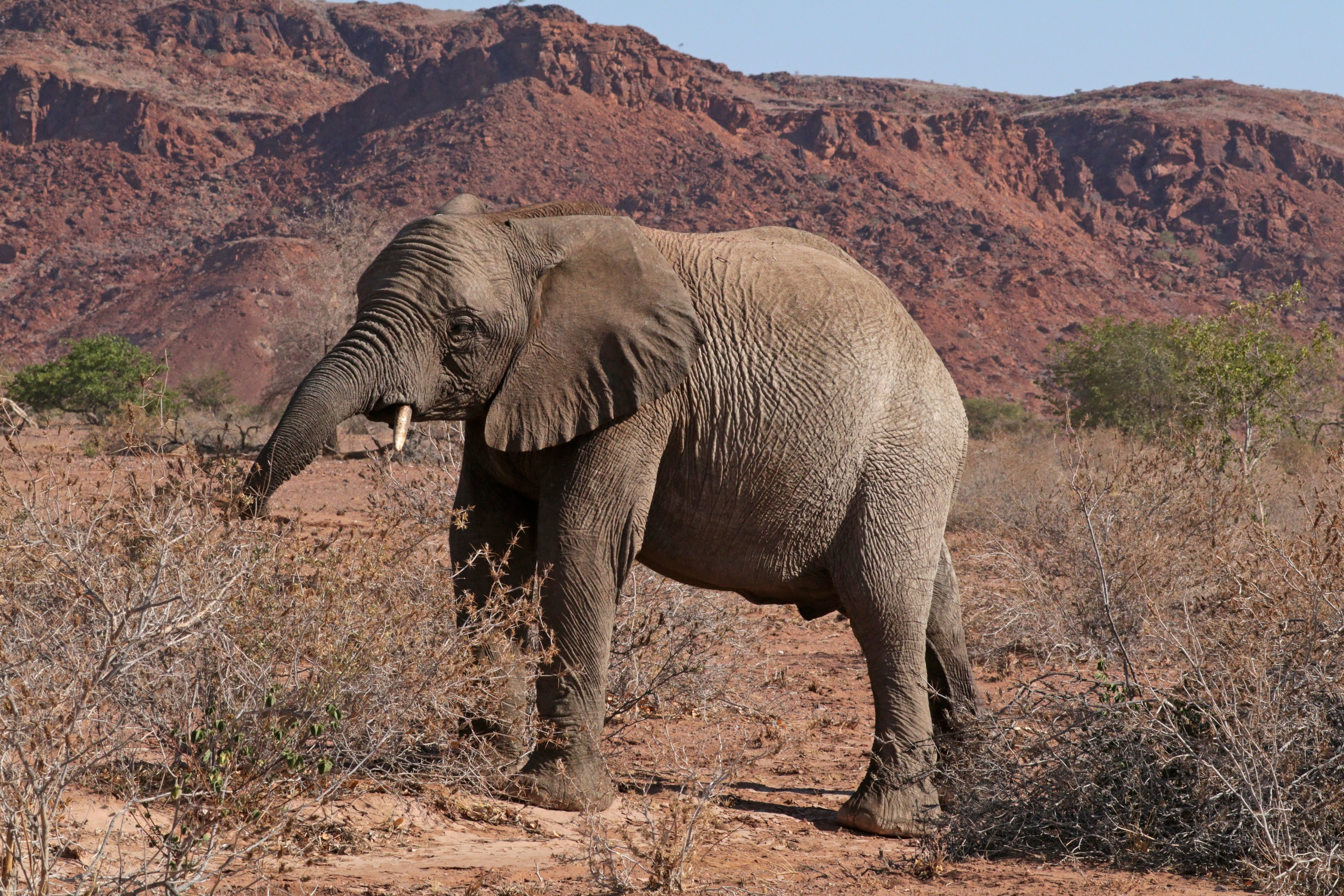
Jeune femelle.
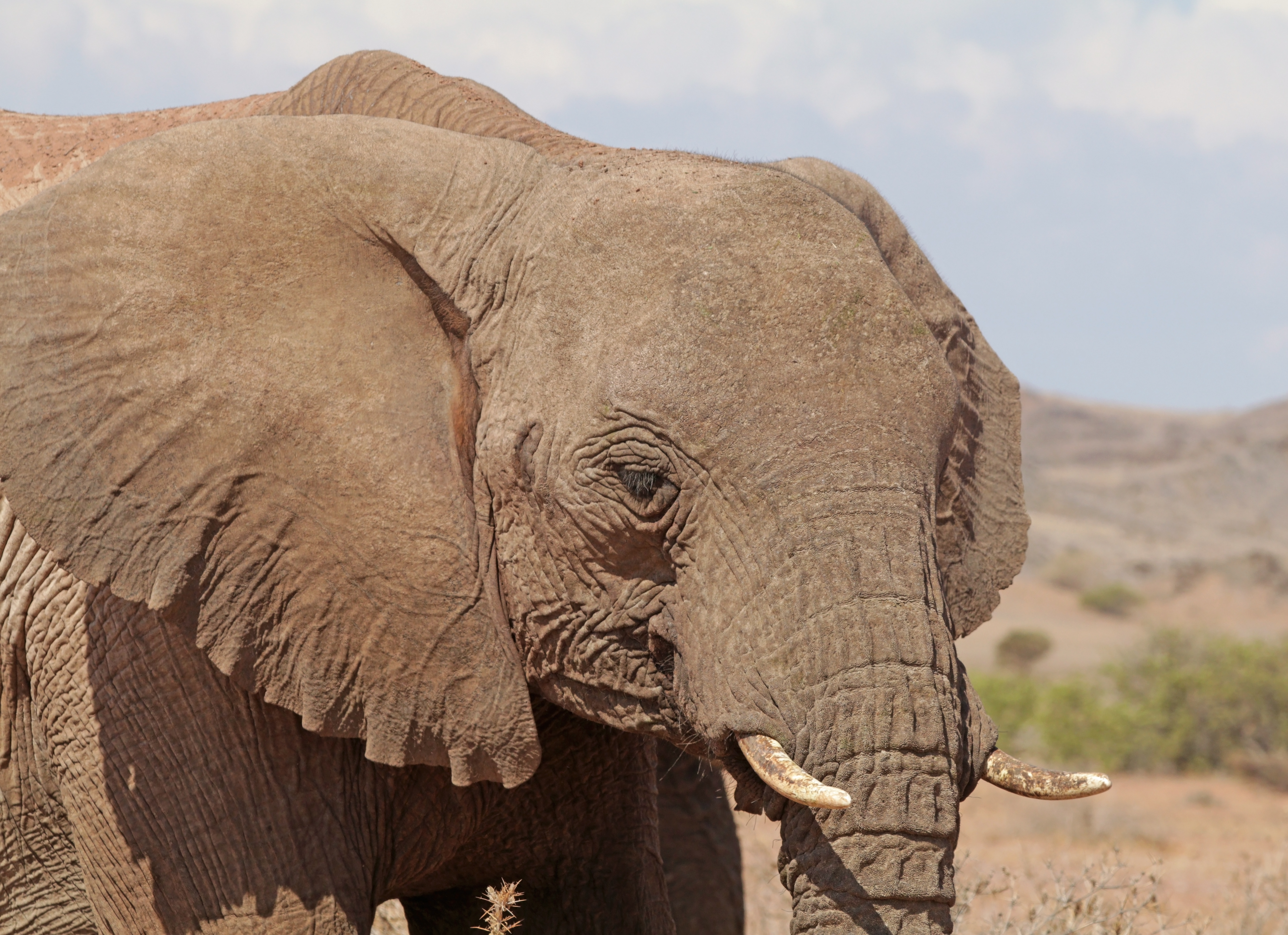
Femelle, détail de la tête.
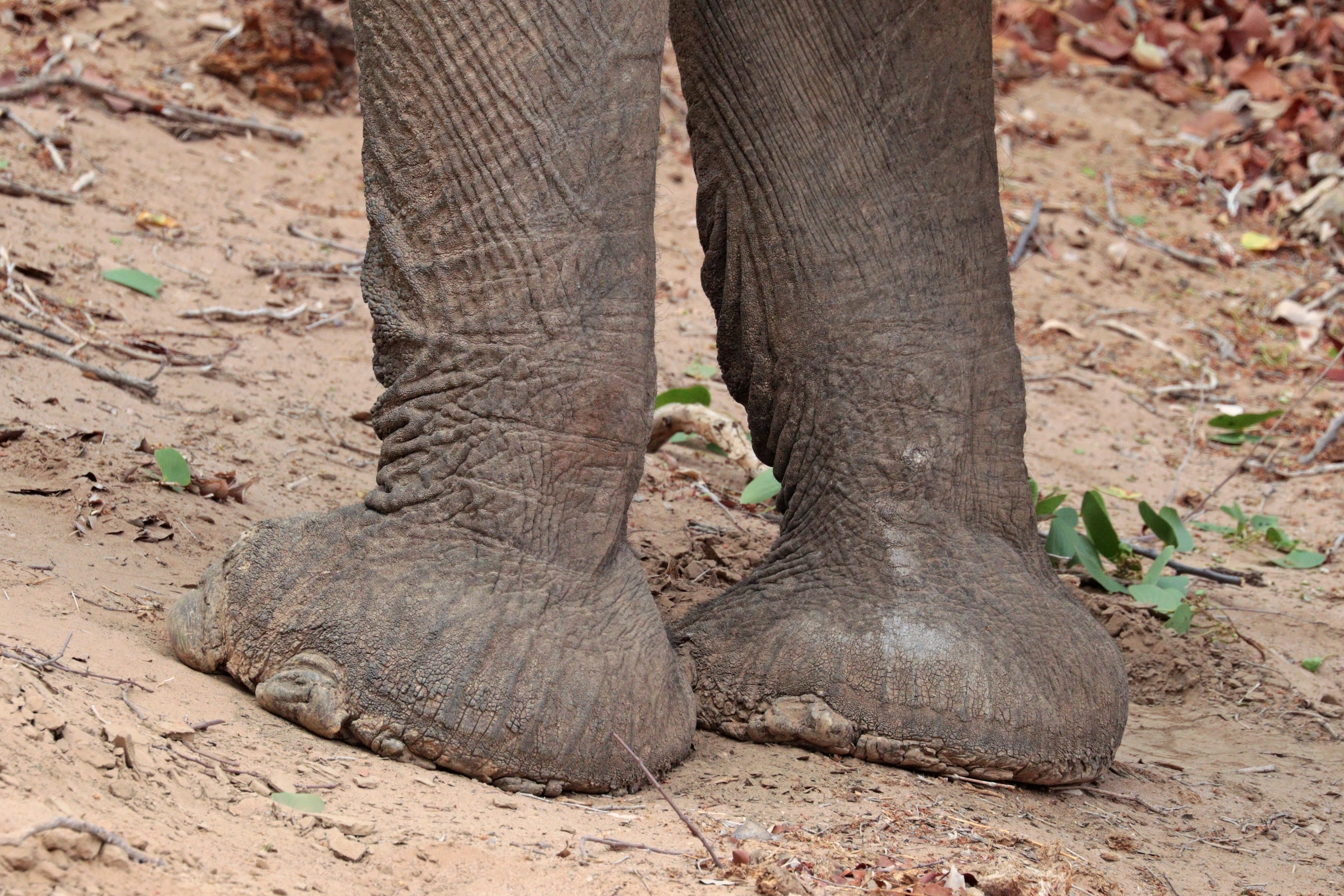
Pieds.
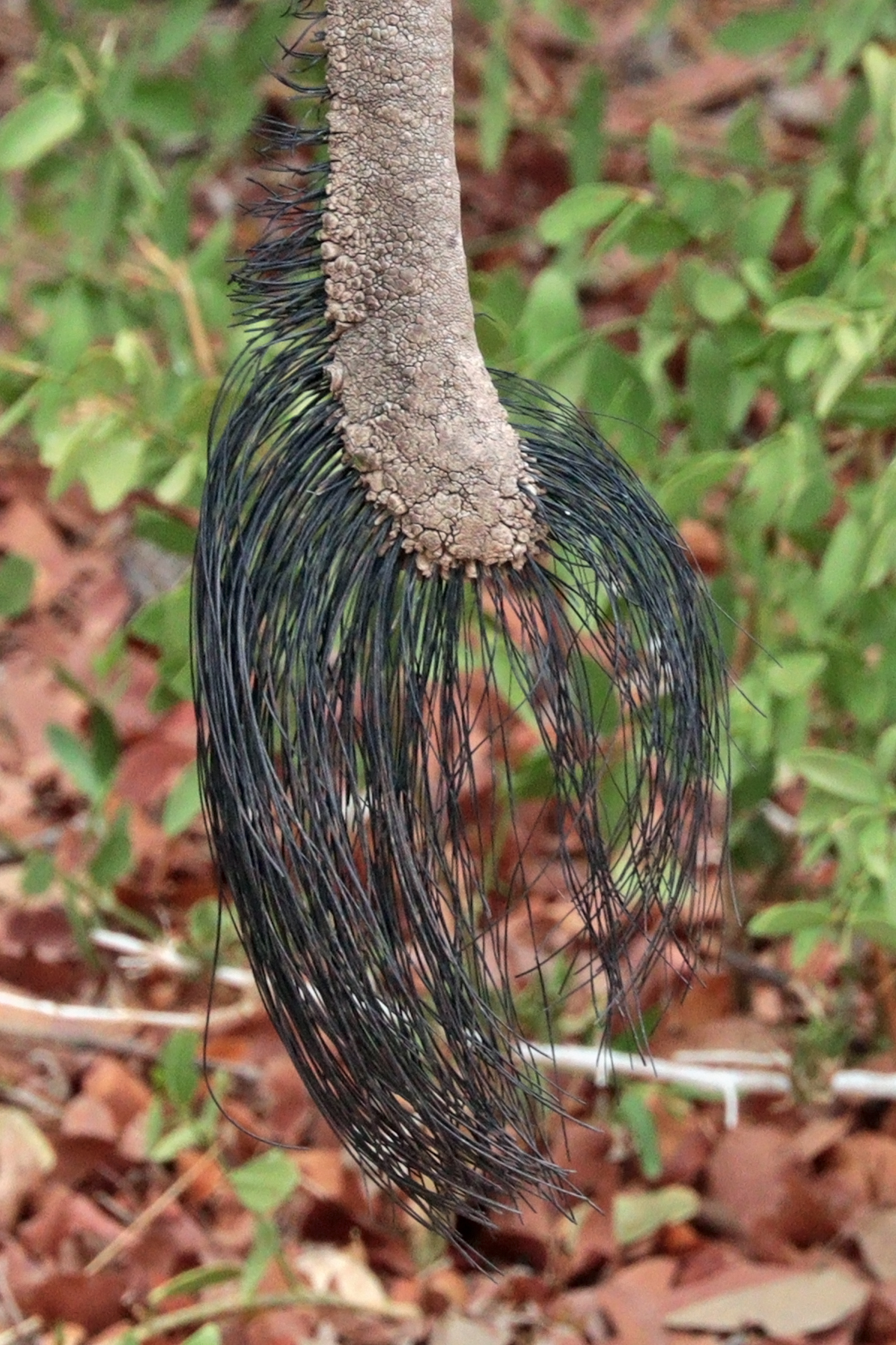
Queue.

## Mali
L'art rupestre datant du Néolithique dans tout le Sahara montre que les éléphants étaient à cette époque répandus dans une grande partie de l'Afrique du Nord. De nos jours, ils sont limités à la zone du Gourma, une région reculée du Mali au sud d'une boucle formée par le fleuve Niger près de Tombouctou. Ces éléphants sont les vestiges d'un certain nombre de groupes qui habitaient de vastes zones du Sahel jusqu'en 1970, avant d'être pour la plupart éliminés par les braconniers. La population malienne, qui compterait environ 400 individus, effectue chaque année un voyage migratoire de 5 000 km, se déplaçant jusqu'à 55 km par jour. Les éléphants suivent une route dans le sens inverse des aiguilles d'une montre qui les fait passer par des points d'eau temporaires et permanents. Ils restent dans les parties nord de leur aire de répartition jusqu'à l'arrivée des pluies en juin. Ils se dirigent ensuite vers le sud, se déplaçant brièvement dans le nord du Burkina Faso avant de se déplacer à nouveau vers le nord. Ils sont insaisissables et ont tendance à s'isoler parmi les acacias pendant la journée, émergeant pour boire et se nourrir la nuit.
La Fondation WILD et Save the Elephants sont des organisations caritatives de conservation qui ont travaillé avec le gouvernement malien pour conserver ces éléphants. Certains animaux ont été équipés de colliers GPS pour suivre leurs mouvements et identifier les couloirs qu'ils doivent traverser pour terminer leur voyage, afin que leurs itinéraires puissent être évités lors de l'établissement de nouveaux établissements humains. Les nomades Touareg qui vivent dans cette région avec leurs troupeaux ont été tolérants envers les éléphants. Ils sont philosophes, déclarant que les éléphants mangent les feuilles les plus hautes d'un arbre, les chameaux broutent celles des côtés et les chèvres broutent près de la base. Ils savent quand les éléphants traverseront leurs villages, visitant les étangs qu'ils utilisent également pour abreuver leurs troupeaux. De nos jours, ces gens vivent plus sédentarisés et construisent des huttes, entretiennent des jardins, plantent des vergers et cultivent de l'herbe fourragère au bord de l'eau des étangs. Cela signifie qu'il y a plus de concurrence entre les éléphants et les humains. Une initiative locale a été mise en place en 1997, « Les Amis des Éléphants », qui vise à informer les villageois de l'arrivée prévue des éléphants dans leur région. Il les encourage également à agir comme guides et à générer des revenus grâce à l'écotourisme.
Au cours d'une sécheresse prolongée en 1983, le gouvernement malien a transporté de l'eau par camion pour les éléphants. Les pluies ont de nouveau échoué en 2008 et l'année suivante, les éléphants adultes creusaient pour accéder à l'eau profondément sous la surface, mais les jeunes ne pouvaient pas atteindre l'eau avec leurs trompes et mouraient. Les associations caritatives ont fait ce qu'elles ont pu mais l'état de faiblesse des animaux a rendu difficile leur aide.

## Comportement
Ces éléphants ont développé certaines adaptations à la vie dans le désert et ont tendance à avoir des pieds relativement plus larges, des jambes plus longues et des corps plus petits que les autres éléphants de brousse africains. Ils sont herbivores et leur régime alimentaire varie selon la période de l'année. Ils peuvent marcher jusqu'à 70 km (43,5 mi) la nuit pour trouver des points d'eau, ce qui est la cause de leurs pieds plus gros. Pendant la saison des pluies, ils préfèrent les bourgeons et les feuilles vertes fraîches, mais pendant la saison sèche, ils se nourrissent de plantes résistantes à la sécheresse telles que le camelthorn (Acacia erioloba), les buissons de myrrhe, le mopane ou l'arbre de térébenthine (Colophospermum mopane) et les feuilles et les gousses de l'arbre ana (Faidherbia albida). Les éléphants mâles adultes peuvent manger environ 250 kg (551 lb) de fourrage par jour et boire environ 160 l, mais ils peuvent se passer d'eau jusqu'à trois jours d'affilée. Ils utilisent de l'eau, de la boue ou de la poussière pour se baigner ou s'enduire la peau.

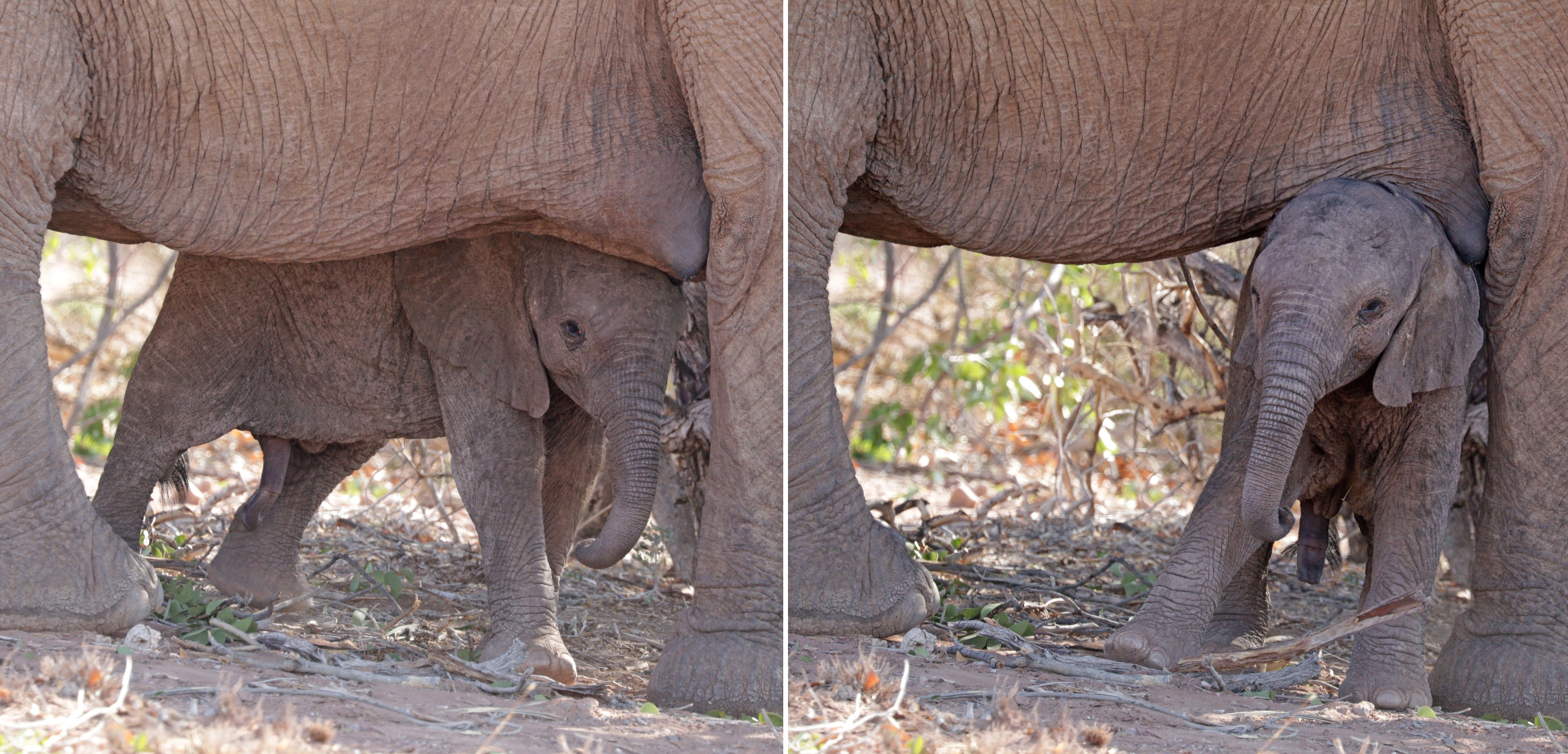
Très jeune mâle.
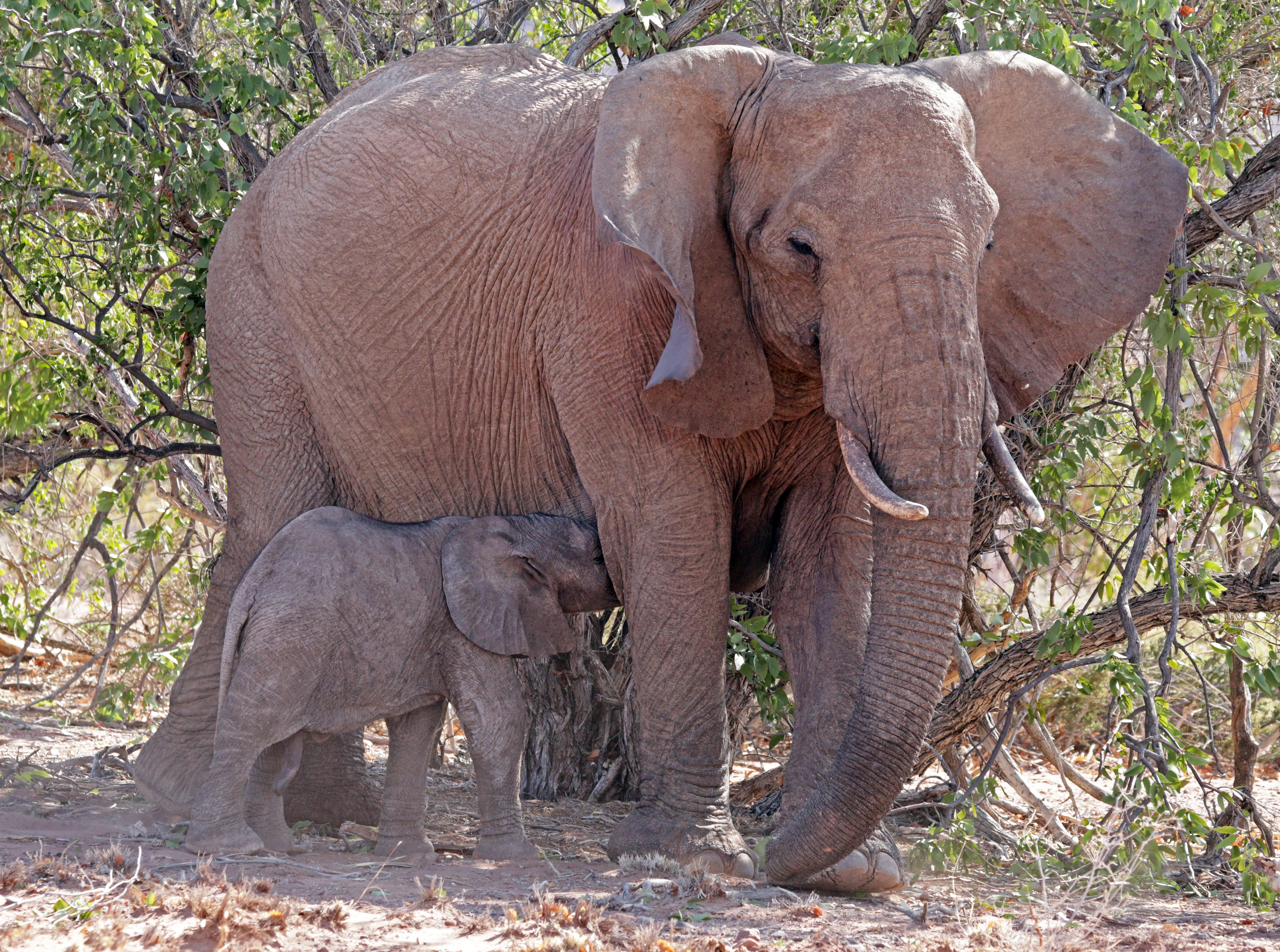
Jeune mâle s'allaitant.
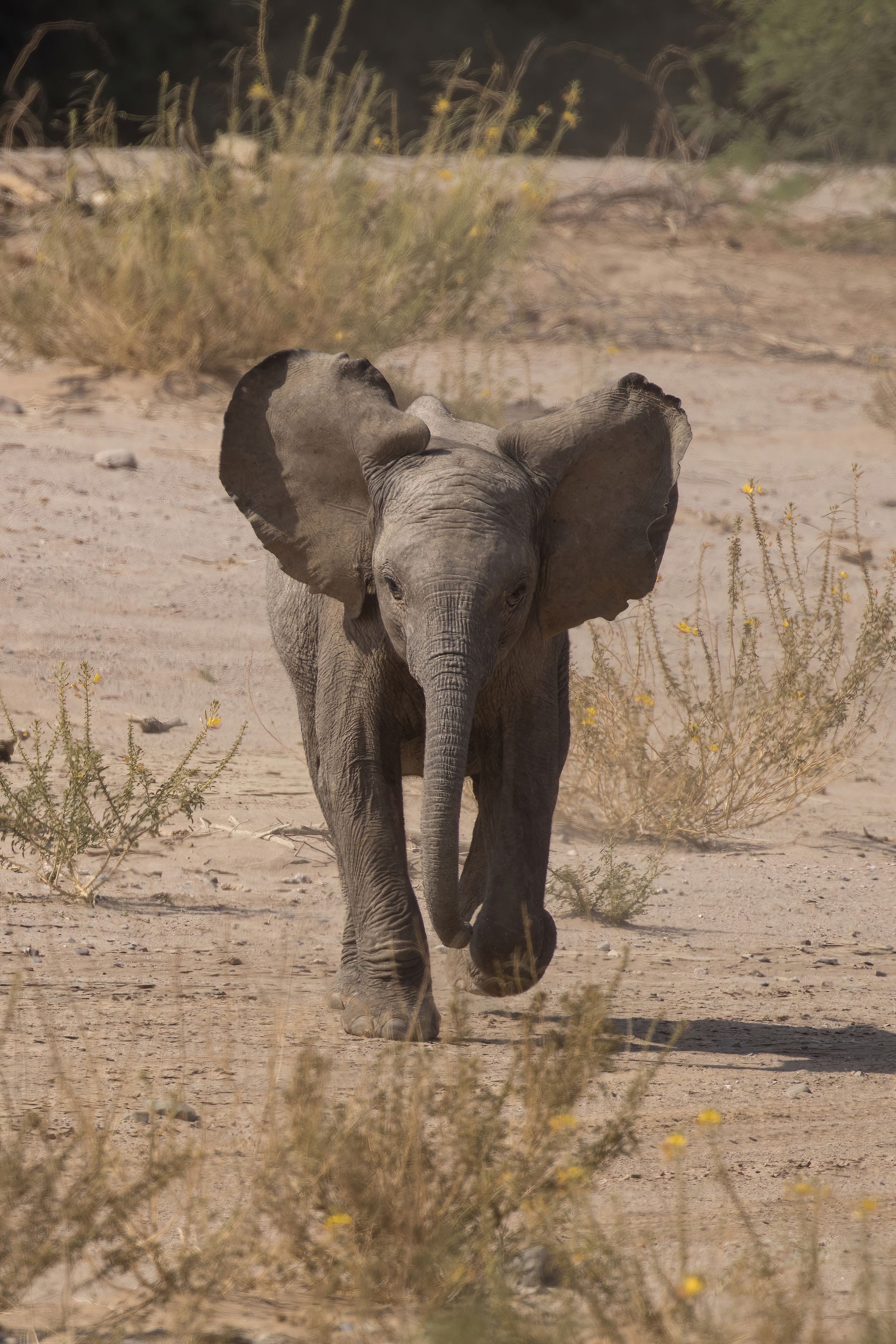
Charge juvénile (3 ans).
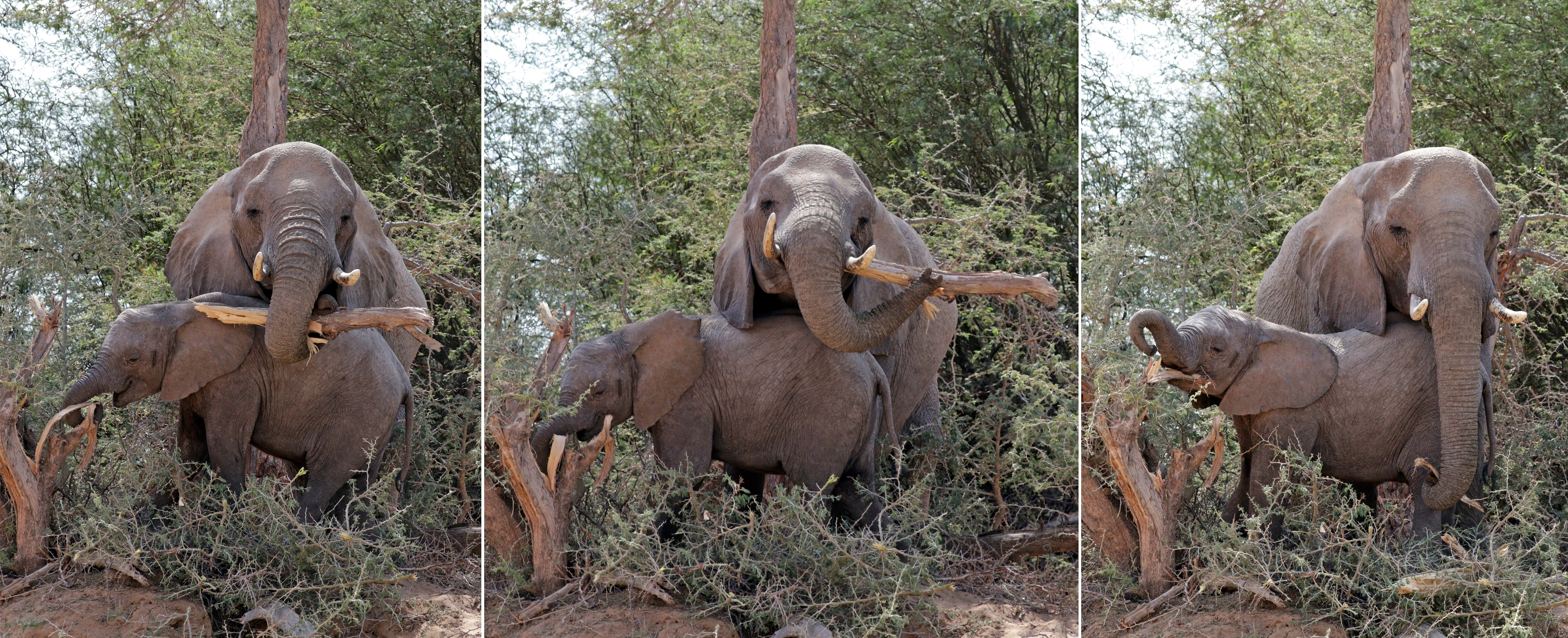
Femelle et juvénile se nourrissant d'écorce.